# Semirejo
Semirejo is een bestuurslaag in het regentschap Pati van de provincie Midden-Java, Indonesië. Semirejo telt 3755 inwoners (volkstelling 2010).